# Estadio Tamaulipas
L'Estadio Tamaulipas est un stade de football mexicain.